# René Boyvin
René Boyvin, född omkring 1520 och död omkring 1580, var en fransk kopparstickare.
Boyvin stack huvudsakligen efter Fontainebleauskolans mästare som Francesco Primaticcio, Gianfrancesco Penni och Rosso Fiorentino. Hans mönsterblad för guldsmeder har skattats högt på grund av sitt kulturhistoriska värde.